# Мейкан (Марказі)
Мейкан (перс. ميقان) — село в Ірані, у дегестані Машгад-е Мікан, у Центральному бахші, шахрестані Ерак остану Марказі. За даними перепису 2006 року, його населення становило 396 осіб, що проживали у складі 127 сімей.

## Клімат
Середня річна температура становить 13,49 °C, середня максимальна – 33,22 °C, а середня мінімальна – -9,25 °C. Середня річна кількість опадів – 281 мм.
| Клімат поселення                              | Клімат поселення | Клімат поселення | Клімат поселення | Клімат поселення | Клімат поселення | Клімат поселення | Клімат поселення | Клімат поселення | Клімат поселення | Клімат поселення | Клімат поселення | Клімат поселення | Клімат поселення |
| Показник                                      | Січ.             | Лют.             | Бер.             | Квіт.            | Трав.            | Черв.            | Лип.             | Серп.            | Вер.             | Жовт.            | Лист.            | Груд.            |                  |
| Середній максимум, °C                         | 8,28             | 10,98            | 16,52            | 20,52            | 24,87            | 31,92            | 33,22            | 32,22            | 27,66            | 21,59            | 14,80            | 8,60             |                  |
| Середня температура, °C                       | −0,49            | 2,23             | 7,76             | 11,76            | 16,12            | 23,15            | 27,08            | 26,09            | 21,52            | 15,46            | 8,68             | 2,47             |                  |
| Середній мінімум, °C                          | −9,25            | −6,53            | −1               | 3,00             | 7,37             | 14,40            | 20,97            | 19,96            | 15,40            | 9,34             | 2,56             | −3,66            |                  |
| Норма опадів, мм                              | 41               | 40               | 50               | 33               | 26               | 3                | 1                | 1                | 0                | 12               | 30               | 44               |                  |
| Середньомісячна швидкість вітру, м/с          | 1.93             | 2.18             | 3.03             | 3.27             | 2.88             | 2.61             | 2.71             | 2.51             | 2.30             | 2.26             | 1.82             | 1.92             |                  |
| Середньомісячна сонячна радіація, кДж/м²·день | 8953             | 12470            | 14976            | 18364            | 22343            | 26787            | 25786            | 24114            | 21087            | 15644            | 10907            | 8727             |                  |
| --------------------------------------------- | ---------------- | ---------------- | ---------------- | ---------------- | ---------------- | ---------------- | ---------------- | ---------------- | ---------------- | ---------------- | ---------------- | ---------------- | ---------------- |
| Джерело:                                      |                  |                  |                  |                  |                  |                  |                  |                  |                  |                  |                  |                  |                  |